# Luci Vil·li Tàpul
Luci Vil·li Tàpul (en llatí: Lucius Villius Tappulus) va ser un polític romà que pertanyia a la gens Víl·lia, una família d'origen plebeu.
Va ser edil plebeu el 213 aC, i més tard va ser pretor l'any 199 aC, a la província de Sardenya. Formava part de la gens Víl·lia.